# Sakaryaspor
Maillots
Sakaryaspor est un club turc de football basé à Adapazarı (dans la province de Sakarya) et fondé en 1965 à la suite d'une fusion entre Yıldırımspor, İdmanyurdu, Güneşspor et Ada Gençlik.

## Histoire
Le club est régulièrement présent en première ligue du championnat de Turquie (1981 à 1986, 1987 à 1990, saison 1998-1999 et 2004-2005). En 2006, le club retrouve la ligue 1, puis replonge dans les divisions inférieures.

## Palmarès
- Championnat de Turquie de deuxième division
  - Champion : 2004

- Coupe de Turquie
  - Vainqueur : 1988

## Parcours
- Championnat de Turquie : 1981-1986, 1987-1990, 1998-1999, 2004-2005, 2006-2007
- Championnat de Turquie de deuxième division : 1965-1981, 1986-1987, 1990-1998, 1999-2004, 2005-2006, 2007-2009, 2011-2012, 2022-
- Championnat de Turquie de troisième division : 2009-2011, 2012-2013, 2017-2022
- Championnat de Turquie de quatrième division : 2013-2017

## Anciens joueurs
- Oğuz Çetin
- Hakan Şükür
- Turhan Sofuoğlu
- José Clayton
- Omar Diallo
- Tuncay Şanlı
- Aykut Kocaman
- Richard Kingson
- Alejandro Rubén Capurro